# Lanshan, Linyi
Lanshan är ett stadsdistrikt och säte för stadsfullmäktige i Linyi i Shandong-provinsen i norra Kina. Det ligger omkring 220 kilometer sydost om provinshuvudstaden Jinan. 